# Batalla de Latakia
La batalla de Latakia (en hebreo: קרב לטקיה‎; en árabe: معركة اللاذقية‎) fue una pequeña pero revolucionaria batalla naval de la guerra del Yom Kippur, librada el 7 de octubre de 1973 entre Israel y Siria. Esta fue la primera batalla naval de la historia que vio el combate entre buques equipados con misiles superficie-superficie y el uso de guerra electrónica.
Al comienzo de las hostilidades, la Marina israelí comenzó a destruir la capacidad naval de los sirios, quienes estaban equipados con 3 modernos buques lanzamisiles soviéticos clases Komar y Osa. Los buques lanzamisiles sirios estaban equipados con misiles de fabricación soviética P-15 Termit (designación OTAN: SS-N-2 Styx) con dos veces el rango de los misiles Gabriel israelíes. Los 6 buques lanzamisiles israelíes de la clase Sa'ar emplearon contramedidas electrónicas y contramedidas chaff, para evitar ser alcanzados por los misiles sirios hasta que hubieron alcanzado el rango de sus propios misiles. Los israelíes entonces dispararon misiles Gabriel y hundieron sus enemigos. La marina siria permaneció atracada en sus propios puertos durante el resto de la guerra.
Aunque la batalla de Latakia fue la primera batalla naval de la historia entre buques lanzamisiles, no fue la primera vez que un buque lanzamisiles hundió otro buque usando misiles. Eso ocurrió cuando un buque de clase Komar egipcia  de fabricación soviética en un ataque rápido hundió el destructor israelí de fabricación británica Eilat el 20 de octubre de 1967 poco después de la guerra de los Seis Días usando dos de cuatro misiles superficie – superficie P-15 Termit (designación OTAN: SS-N-2 Styx).

## Armas de los Oponentes

### Barcos sirios
Las patrulleras Clase Komar (Moskit) eran un diseño soviético que databa de 1952. Con un desplazamiento de solo 67 toneladas, 25 contaban con motor diésel que movía cuatro hélices para lograr una velocidad máxima de 44 nudos. Su armamento consistía en 2 misiles antibuque P-15 Termit (conocidos por la OTAN como SS-N2 Styx) y un cañón doble de 25mm.
Las patrulleras Clase Osa era también un diseño soviético, aunque más moderno. Con un desplazamiento de 210 toneladas se propulsaban por hidrochorros, que le permitían una velocidad máxima de 38 nudos. Su armamento constaba de 4 misiles P-15 Termit, un cañón de 40mm y dos de 20mm.

### Barcos israelíes
Israel no se había limitado a comprar un diseño existente, sino que había buscado l que mejor se adaptaba a sus necesidades y tipo de combate naval. Las lanchas patrulleras de la  clase Sa’ar eran un diseño israelí derivado de la clase Combattante. Con 450 toneladas de desplazamiento, también contaban con un motor diésel sobre cuatro hélices. Su armamento era seis misiles antibuque Gabriel, un cañón 76mm y otro de 20mm. en la popa.
La defensa israelí contra los misiles se componía de equipos de contramedidas electrónicas y lanzadores de chaff. Hasta la batalla estas defensas nunca habían sido utilizadas en combate. 

### Las armas
Los misiles Gabriel eran subsónicos, con un alcance de 20 kilómetros y guiado semiactivo.  De diseño israelí, nunca se habían utilizado contra blancos reales, por lo tanto no se conocía su eficacia. La ventaja israelí era que el Gabriel estaba perfectamente integrado en las tácticas israelíes.
El SS-N-2 Styx de fabricación soviética armaba los buques de Siria.